# Pré-Alpes da Estíria
Os Pré-Alpes da Estíria  (em alemão:  Steirisches Randgebirge) é um maciço montanhoso que se encontra na Áustria, na Eslovénia e na Hungria, e cujo ponto mais alto é o Ameringkogel na Áustria com 2.184 m.
Este maciço é o mais oriental do sector dos Alpes Orientais-Centro e na mesma ocasião dos Alpes Orientais

## Divisão tradicional
Os Pré-Alpes da Estíria eram uma das divisões tradicionais da partição dos Alpes adoptada em 1926 pelo IX Congresso Geográfico Italiano na Itália, com o fim de normalizar a sua divisão  em Alpes Ocidentais, Alpes Centrais e Alpes Orientais aos quis pertenciam.

## SOIUSA
A Subdivisão Orográfica Internacional Unificada do Sistema Alpesno (SOIUSA) dividiu em 2005 os Alpes em duas grandesPartes: Alpes Ocidentais e Alpes Orientais, separados pela linha formada pelo  Rio Reno - Passo de Spluga - Lago de Como - Lago de Lecco.
A secção alpina dos Pré-Alpes da Estíria é formada pelos Pré-Alpes norte-ocidentais da Estíria, Pré-Alpes sul-ocidentais da Estíria, Pré-Alpes centrais da Estíria, e os Pré-Alpes orientais da Estíria

### Classificação  SOIUSA
Segundo a SOIUSA este acidente geográfico é uma Secção alpina  com as seguintes características:
- Parte = Alpes Orientais
- Grande sector alpino = Alpes Orientais-Centro
- Secção alpina = Pré-Alpes da Estíria
- Código = II/A-20

## Galeria

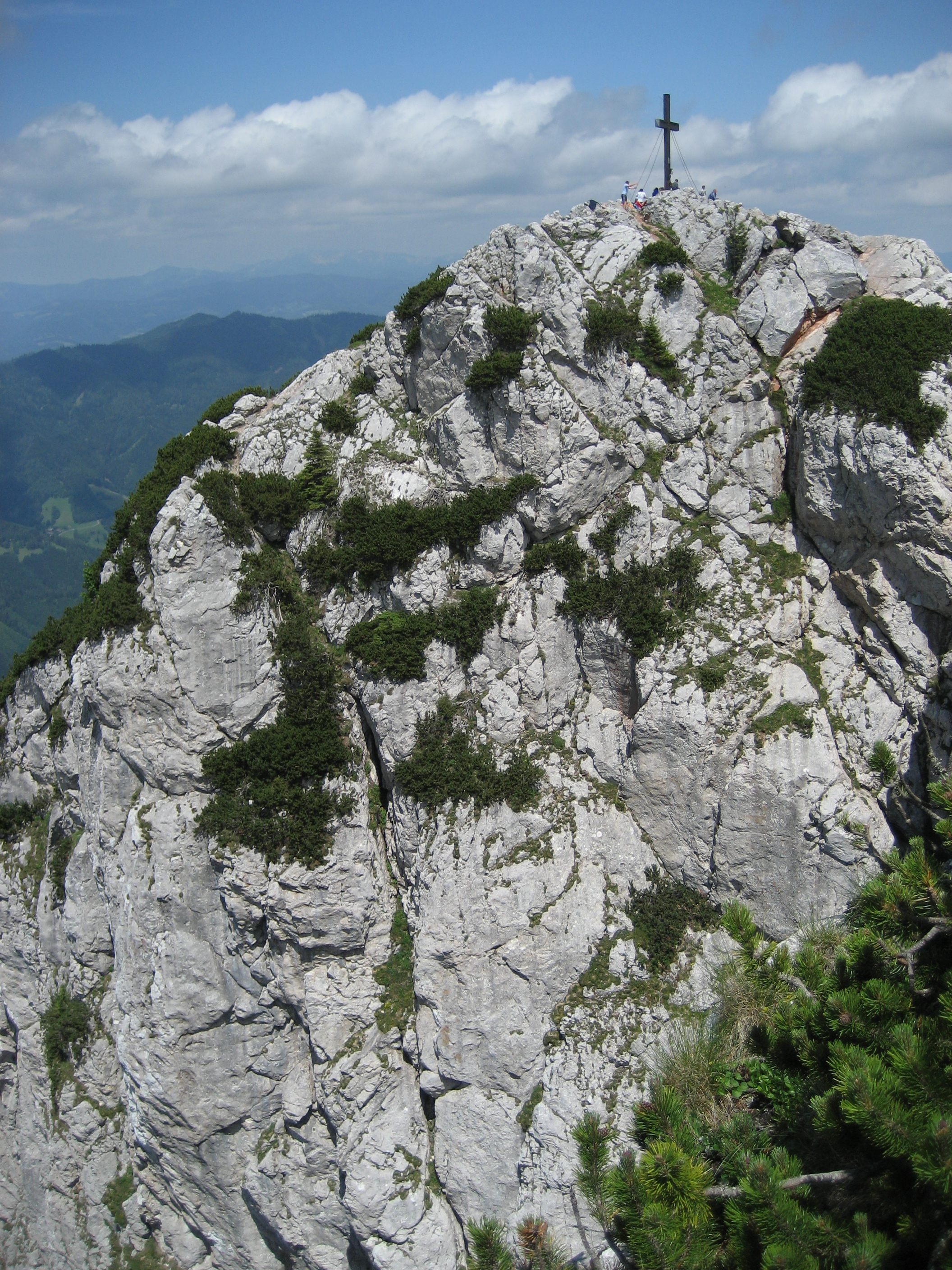
Monte Hochlantsch (1,720 m)
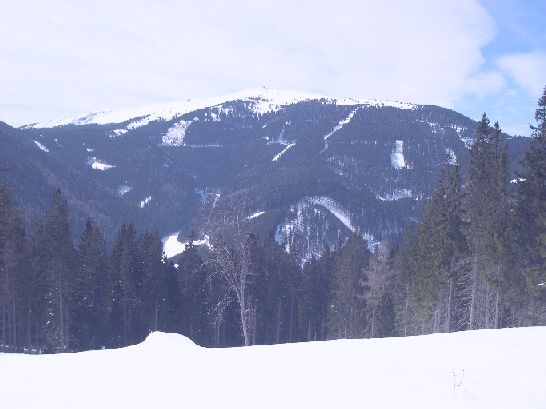
O Stuhleck (1,782 m) durante o inverno